# Elachistocleis piauiensis
Espèce
Statut de conservation UICN

 LC  : Préoccupation mineure
Elachistocleis piauiensis est une espèce d'amphibiens de la famille des Microhylidae.

## Répartition
Cette espèce est endémique du Brésil. Elle se rencontre dans les États de Ceará, du Maranhão et du Piauí.

## Étymologie
Son nom d'espèce, composé de piaui et du suffixe latin -ensis, « qui vit dans, qui habite », lui a été donné en référence au lieu de sa découverte situé dans l'État du Piauí.

## Publication originale
- Caramaschi & Jim, 1983 : A New Microhylid Frog, Genus Elachistocleis (Amphibia, Anura), from Northeastern Brasil. Herpetologica, vol. 39, no 4, p. 390-394.